# 李賽鳳
李賽鳳（英語：Moon Lee，1965年2月14日—），生於香港，著名女性武打演員。她在1980年代到1990年代中期為香港動作片的代表女星。她的第一套動作片是1987年的《天使行動》。

## 背景
李賽鳳生於1965年，6至12歲隨從經商的父親一起在臺灣高雄市生活了六年，就讀高雄市楠梓區的高雄市立右昌國民小學。在臺期間，除成就了一口國語的腔調，還蘊育鋼琴及舞蹈的造詣，故常常有表演的機會。她其後返港升讀深水埗欽州街佛教覺光書院。李賽鳳在十五歲時於學校的舞蹈表演上，因機緣巧合下被電視台導演蕭顯輝發掘。因而被引薦拍攝一部電視連續劇《大地恩情之家在珠江》。因戲份不太多，還可應付學業，於是父母便允許了。她在此劇中飾演是位鄉村少女「阿滿」。自從演出《大地恩情之家在珠江》以後，李賽鳳逐漸走紅。由於從小便學習中國舞蹈，手足柔軟靈活也方便了動作劇。從拍攝了第一部古裝武俠電影《新蜀山劍俠》開始，往後便與陸續參演多部動作片。
李賽鳳於1983年參加香港中學會考，18歲剛中學畢業便同時簽約亞洲電視和嘉禾電影公司。曾被派去日本拍攝三菱汽車廣告。其英文名的由來起源於當時公司需要她的英文名，最後她便選用了與「滿」的廣東音和Moon音相似的英文名「Moon」。李賽鳳在電視台參演出多部劇集。及後轉到電影界發展，大多以動作片為主。1990年代後期，她逐漸淡出電影圈，醉心推廣舞蹈藝術及開辦舞蹈學校培育人才，學生先後在香港的公開賽中，多次獲得優異成績 。她在1993年-2010年於香港創立「李賽鳳舞藝坊」，推廣舞蹈藝術。

## 電影作品
| 首播   | 劇名                    | 英文名                            | 角色        | 備註                                                     |
| 1981年 | 交叉零蛋                | To Sir with Troubles              |             | 女配角                                                   |
| 1983年 | 新蜀山劍俠              | ZU-Warriors in the Magic Mountain | 若蘭        | 第二女主角                                               |
| 1983年 | 奇謀妙計五福星          | Winners & Sinners                 | 休班CID女友 | 女配角                                                   |
| 1983年 | 波牛                    | The Champions                     | 孫阿鳳      | 女主角                                                   |
| 1985年 | 威龍猛探                | The Inspector                     | 林小姐      | 女配角                                                   |
| 1985年 | 夏日福星                | Twinkle Twinkle Little Star       |             | 嘉賓客串                                                 |
| 1985年 | 殭屍先生                | Mr Vampire                        | 任婷婷      | 女主角                                                   |
| 1986年 | 殭屍先生2殭屍家族       | Mr Vampire 2                      | 阿芝        | 女主角                                                   |
| 1987年 | 天使行動                | Angel                             | Moon        | 第一女主角                                               |
| 1987年 | 天使行動2               | Angel 2                           | Moon        | 第一女主角                                               |
| 1988年 | 天使行動3魔女末日       | Angel 3                           | Moon        | 第一女主角                                               |
| 1988年 | 初到貴境                | New Kids in Town                  |             |                                                          |
| 1988年 | 盡訴心中情              | Midnight Whispers                 | 李小红      | 女主角                                                   |
| 1989年 | 殺手天使                | Killers Angels                    | 尤麗        | 第一女主角                                               |
| 1989年 | 金牌師姐                | Princess Madam                    | Mona        | 第一女主角                                               |
| 1989年 | 赤色大風暴              | Fatal Termination                 | 阿月        |                                                          |
| 1989年 | 獵魔群英                | Devil Hunters                     |             | 第二女主角                                               |
| 1990年 | 猛鬼戲班之水玲瓏        | The Revenge of Angel              | 水玲珑      | 女主角                                                   |
| 1990年 | 衛斯理之霸王卸甲        | Bury Me High AKA: The Conqueror   | 王安娜      | 女主角                                                   |
| 1990年 | 夜魔先生                | The Nocturnal Demon               |             |                                                          |
| 1990年 | 禿鷹檔案                | Mission of Condor                 | 黃玫瑰      |                                                          |
| 1991年 | 契媽唔易做(台:表姐當家) | To Catch a Thief                  | 鄔小鳳      | 特別客串                                                 |
| 1991年 | 夢醒血未停              | Dreaming the Reality              | 銀狐        | 第一女主角                                               |
| 1991年 | 天使特警                | Angel Force                       | Moon        |                                                          |
| 1992年 | 霸王花四重出江湖        | Inspector Wear Skirts IV          | Madam Lee   | 第二女主角                                               |
| 1992年 | 新龍爭虎鬥              | Kickboxer's Tears                 | 李小鳳      | 第一女主角 電影又名《龍蛇大戰》                          |
| 1992年 | 警網雄風                | Secret Police                     | 高智玲      |                                                          |
| 1992年 | 俠聖                    | The Heroine                       |             |                                                          |
| 1992年 | 偷神家族                | The Big Deal                      | 小妹        | 第二女主角                                               |
| 1992年 | 金三角群英會            | Mission of Justice                | 藍鷹        | 第一女主角                                               |
| 1992年 | 九二末路狂花            | A Serious Shock! Yes Madam!       | 阿美        | 電影又名《新辣手狂花》 第二女主角 (亦是其少有的反派角色) |
| 1993年 | 妙探雙嬌                | Beauty Investigator               | 阿鳳        | 第一女主角                                               |
| 1993年 | 天使狂龍                | Angel's Project                   |             |                                                          |
| 1993年 | 火種                    | Angel Terminators 2               | 文彩蝶      | 第二女主角                                               |
| 1995年 | 小鬼奇兵                | Little Heroes                     |             |                                                          |
| 2008年 | 助念新星                | Only the Way                      |             | 第一女主角                                               |

## 電視作品
- 魅力九龍塘
- 醉拳王無忌（一、二輯）
- 洋蔥花
- 仙女多情
- 阿Sir阿Sir
- 我要高飛
- 大控訴
- 大地恩情之家在珠江
- 越女劍電視劇
- 我愛美人魚
- 濟公
- 香江歲月（飾-宇期）
- 左鄰右里
- 霸王花（飾-小不點）
- 南拳北腿（無綫電視）
- 中華大丈夫（飾-容明珠）

## 舞台劇
- 《天地七月情》
- 《熱鼓熱舞》
- 《兵馬俑》
- 《大唐貴妃》
- 《鳳舞九天》
- 《魅》

## 相關
- 龍虎武師

## 外部連結
- 李賽鳳的新浪博客
- 李賽鳳的新浪微博
- 李賽鳳在互联网电影资料库（IMDb）上的資料（英文）（英文）
- 在AllMovie上李賽鳳的頁面（英文）
- 李賽鳳在香港影庫上的簡介
- 李賽鳳在豆瓣上的资料（简体中文）
- 李賽鳳在时光网上的簡介（简体中文）
- YouTube:香港經典廣告 1995年 -  Head & Shoulders (李賽鳳) （页面存档备份，存于）

1. ↑  .   [2022-01-21]. （原始内容存档于2017-08-03）.
2. ↑  . 工商晚報. 1983-08-28: 4  [2024-10-26].
3. ↑  . 工商晚報. 1983-03-09: 5  [2024-09-14].